# Kate Bosworth
Catherine Ann "Kate" Bosworth (Los Angeles, Kalifornia, 1983. január 2. –) amerikai színésznő.

## Gyermekkora
Los Angelesben született. Anyja háztartásbeli, apja végrehajtó. Heterochromiával született, így bal szeme kék, jobb szeme pedig barna. Megtanult spanyolul, futballozott, és lovagolt.

## Színészi pályafutása
Karrierje 1998-ban indult A suttogó című filmdrámával. Ezután jött a 2000-ben bemutatott Emlékezz a titánokra 2001-ben Los Angelesbe költözött, ahol meghallgatásokra járt. 2002-ben kapta meg első főszerepét a Sorsdöntő nyár című filmben, mint szörföző. Ezután több független filmben is szerepelt. 2004-ben Sandra Dee amerikai színésznőt alakította A tengeren túlon című filmben. 2005-ben Josh Duhamellel és Topher Grace-szel a Nyerj egy randit Tad Hamiltonnal című vígjátékban játszott együtt. 2006-ban Lois Lane-ként főszerepet kapott a Superman visszatér című szuperhősfilmben. 2007-ben szerepelt a Lány a parkban című pszichológiai drámában, színésztársai Sigourney Weaver, Alessandro Nivola és Keri Russell voltak.
2008-ban a Calvin Klein Jeans reklámarca lett.

## Magánélete
2000 és 2002 között Matt Czuchry színész volt a párja, akivel a Will és a haverok televíziós sorozatban találkozott. 2002-től 2006-ig, négy éven át Orlando Bloom partnere volt. 2006-ban James Rousseau brit modell, 2011-ben Alexander Skarsgård svéd színész barátnője volt. 
2013-ban a Művésztelep című film rendezőjével, Michael Polish-sal házasodott össze.

## Filmográfia

### Film
| Év   | Magyar cím                        | Eredeti cím                   | Szerep              | Magyar hang        |
| ---- | --------------------------------- | ----------------------------- | ------------------- | ------------------ |
| 1998 | A suttogó                         | The Horse Whisperer           | Judith              |                    |
| 2000 |                                   | The Newcomers                 | Courtney Docherty   |                    |
| 2000 | Emlékezz a Titánokra!             | Remember the Titans           | Emma Hoyt           | Szinetár Dóra      |
| 2002 | Sorsdöntő nyár                    | Blue Crush                    | Anna Marie Chadwick | Nemes Takách Kata  |
| 2002 | A vonzás szabályai                | The Rules of Attraction       | Kelly               |                    |
| 2003 | Drogtanya                         | Wonderland                    | Dawn Schiller       | Solecki Janka      |
| 2003 |                                   | Advantage Hart (rövidfilm)    | Trinity Montage     |                    |
| 2004 | Nyerj egy randit Tad Hamiltonnal! | Win a Date with Tad Hamilton! | Rosalee Futch       | Oroszlán Szonja    |
| 2004 | A tengeren túlon                  | Beyond the Sea                | Sandra Dee          | Kisfalvi Krisztina |
| 2005 | Szavak és érzések                 | Bee Season                    | Chali               | Mánya Zsófia       |
| 2006 | Superman visszatér                | Superman Returns              | Lois Lane           | Németh Borbála     |
| 2007 | Lány a parkban                    | The Girl in the Park          | Louise              | Kisfalvi Krisztina |
| 2008 | 21 – Las Vegas ostroma            | 21                            | Jill Taylor         | Vadász Bea         |
| 2010 | A harcos útja                     | The Warrior's Way             | Lynne               | Sallai Nóra        |
| 2011 | Kismadarak                        | Little Birds                  | Bonnie Muller       | Bánfalvi Eszter    |
| 2011 |                                   | Another Happy Day             | Alice               |                    |
| 2011 | Ha beüt az élet                   | L!fe Happens                  | Deena               | Ruttkay Laura      |
| 2011 | Szalmakutyák                      | Straw Dogs                    | Amy Sumner          | Balsai Móni        |
| 2012 |                                   | Black Rock                    | Sarah               |                    |
| 2013 | Movie 43: Botrányfilm             | Movie 43                      | Arlene              |                    |
| 2013 | Harcban élve                      | Homefront                     | Cassie Bodine       | Solecki Janka      |
| 2013 | Művésztelep                       | Big Sur                       | Billie              | Pikali Gerda       |
| 2014 | Megmaradt Alice-nek               | Still Alice                   | Anna Howland-Jones  | Molnár Ilona       |
| 2015 | A 657-es járat                    | Heist                         | Sydney              | Bogdányi Titanilla |
| 2015 | 90 perc a mennyországban          | 90 Minutes in Heaven          | Eva Piper           | Solecki Janka      |
| 2015 | Feszültség                        | Life on the Line              | Bailey              | Solecki Janka      |
| 2016 | Mielőtt felébredek                | Before I Wake                 | Jessie Hobson       | Hábermann Lívia    |
| 2018 | Az otthoniak                      | The Domestics                 | Nina West           | Solecki Janka      |
| 2019 |                                   | The Devil Has a Name          | Gigi Cutler         |                    |
| 2020 | A természet ereje                 | Force of Nature               | Troy Barrett        | Solecki Janka      |
| 2021 |                                   | Wild Indian                   | Greta Peterson      |                    |
| 2022 |                                   | The Immaculate Room           | Kate                |                    |
| 2022 | Álom két keréken                  | Along for the Ride            | Heidi               | Solecki Janka      |
| 2022 | Barbár                            | Barbarian                     | Melissa             | Bertalan Ágnes     |
| 2022 | A sötétség háza                   | House of Darkness             | Mina Murray         | Solecki Janka      |
| 2022 | A végrehajtó                      | The Enforcer                  | Estelle             | Solecki Janka      |
| 2023 | Az utolsó őrszem                  | Last Sentinel                 | Cassidy tizedes     | Solecki Janka      |
| 2023 |                                   | Confidential Informant        | Anna Moran          |                    |
| 2023 | A lakatos                         | The Locksmith                 | Beth Fisher         | Solecki Janka      |

### Televízió
| Év        | Magyar cím           | Eredeti cím        | Szerep          | Megjegyzések                        |
| --------- | -------------------- | ------------------ | --------------- | ----------------------------------- |
| 2000      | Will és a haverok    | Young Americans    | Bella Banks     | 8 epizód                            |
| 2015–2016 |                      | The Art of More    | Roxanna Whitman | 20 epizód                           |
| 2017      |                      | SS-GB              | Barbara Barga   | minisorozat (5 epizód)              |
| 2017      | Hosszú út hazáig     | The Long Road Home | Gina Denomy     | minisorozat (8 epizód)              |
| 2019      | Tíz ember a szigeten | The I-Land         | KC              | - minisorozat (7 epizód) - producer |